# Zugspitze

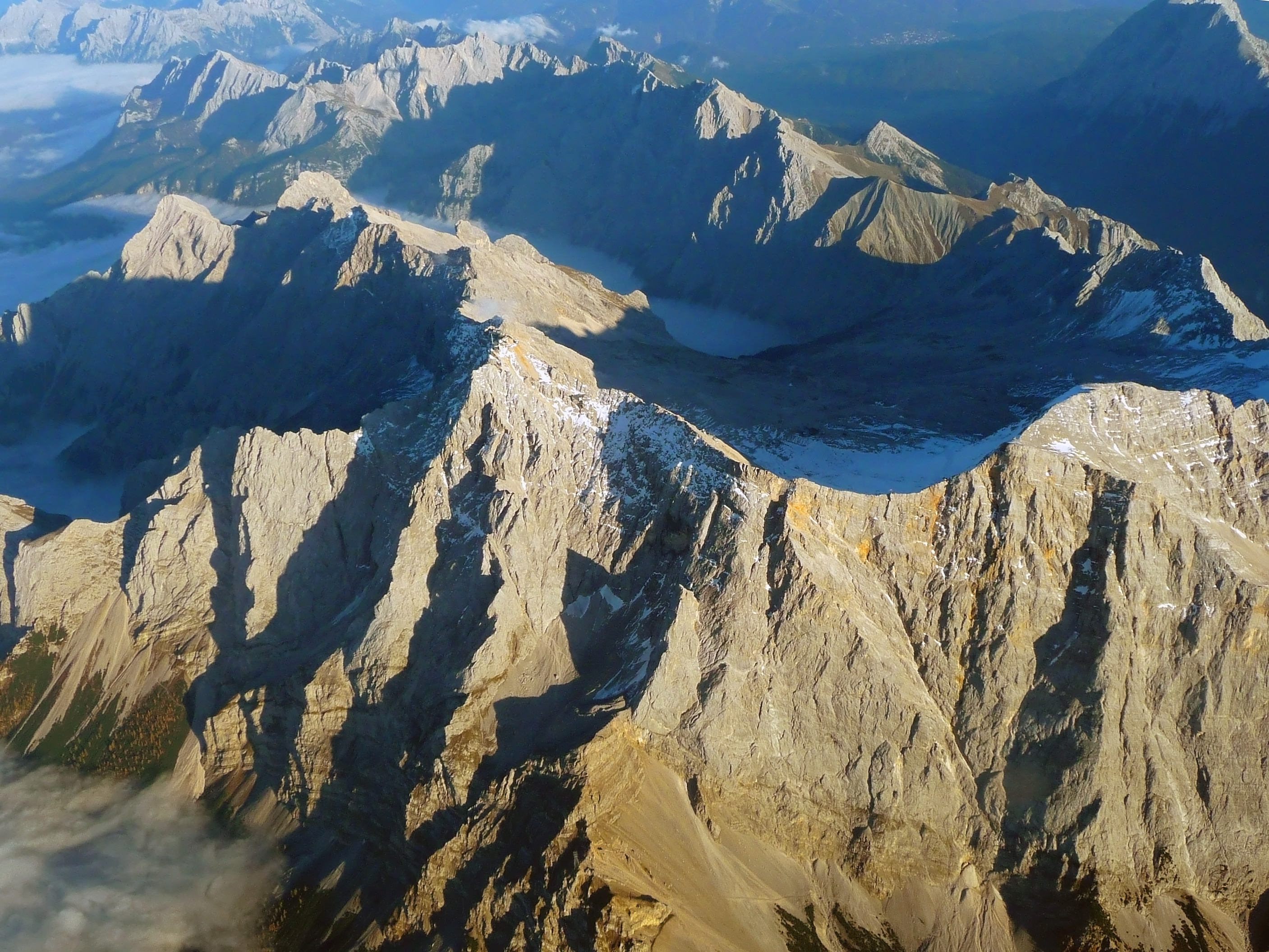
Zdjęcie lotnicze

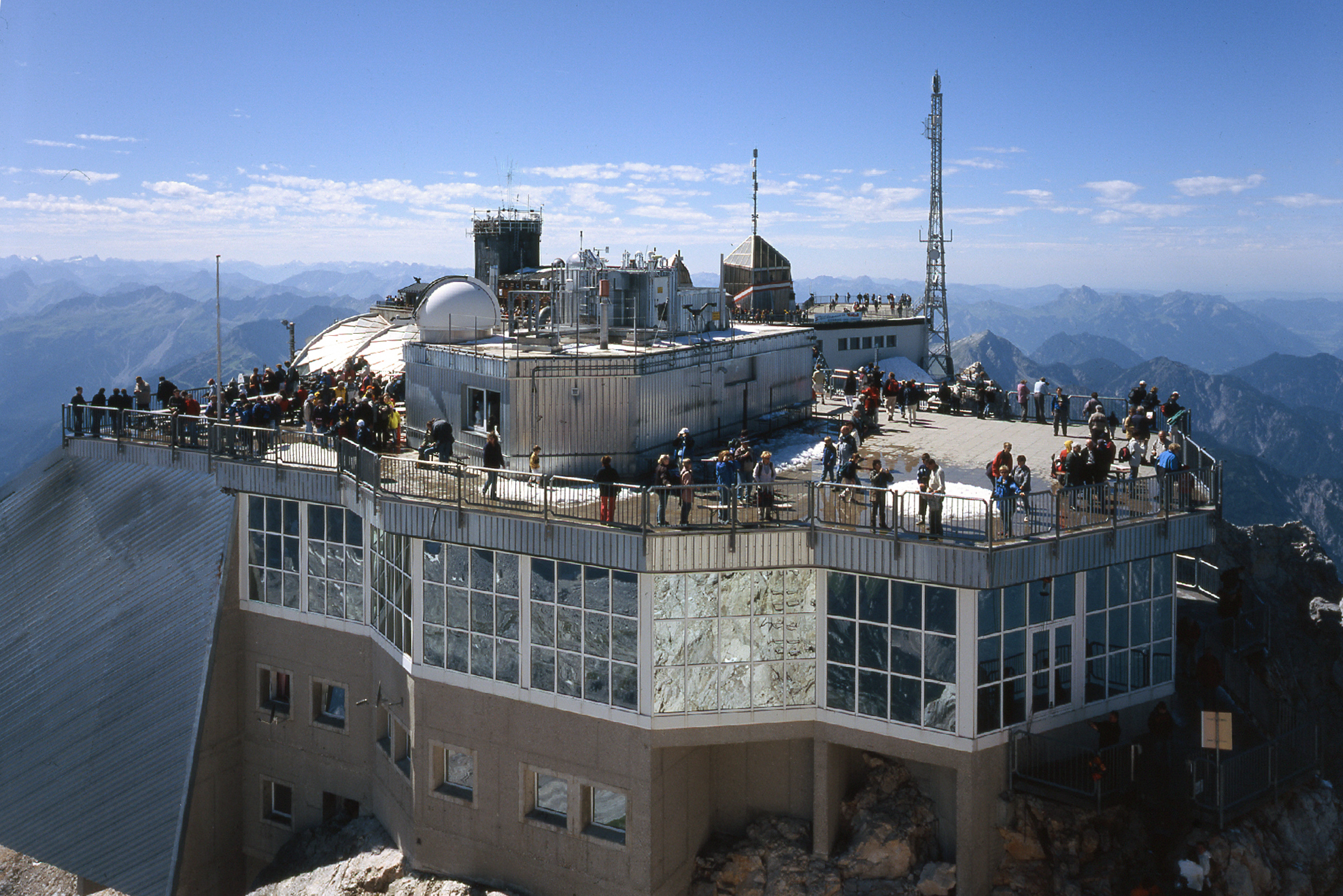
Niższy wierzchołek w roku 2004

Zugspitze (2962 m n.p.m.) – najwyższy szczyt górski w Niemczech. Należy do Korony Europy.

## Położenie i okolica
Zugspitze należy do pasma górskiego Wettersteingebirge znajdującego się w Alpach Bawarskich (Tyrolsko-Bawarskich Alpach Wapiennych) na granicy niemiecko-austriackiej w okręgu Garmisch-Partenkirchen. Nazwa góry pochodzi od częstych lawin (z niemieckiego: Lawinenzüge) schodzących w dół stromej północnej ściany.
Na masywie Zugspitze spotykają się grań główna Wetterstein (stanowiąca granicę pomiędzy Austrią i Niemcami), grań Blassen i grań Waxenstein. Również tutaj znajdują się dwa z kilku niemieckich lodowców – Schneeferner i Höllentalferner (obydwa obecnie w znacznym regresie).
Na płaskowyżu Zugspitze, zwanym Zugspitzplatt, znajduje się najwyżej położony i jedyny w Niemczech ośrodek narciarski na lodowcu. Na wierzchołku góry znajduje się ponad stuletnie schronisko monachijskiej sekcji Niemieckiego Związku Alpejskiego – Münchner Haus. Również od ponad stu lat na szczycie góry stoi stacja meteorologiczna, zbierająca dane o lokalnym klimacie w ramach międzynarodowego projektu GAW.

## Trasy
Góra jest dostępna dla turystów, którzy mogą skorzystać z kolei zębatej, której trasa prowadzi w wydrążonym wewnątrz góry tunelu (Bayerische Zugspitzbahn), kolei linowej od strony niemieckiej (Eibsee-Seilbahn) lub z tyrolskiej kolei linowej (Tiroler Zugspitzbahn) od strony austriackiej. Żadna z kolei nie wjeżdża na główny wierzchołek. 
Dla bardziej wytrawnych turystów istnieje szereg wariantów wejścia na szczyt o własnych siłach: 
- od strony austriackiej szlakiem wiodącym z Ehrwaldu;
- z parkingu w Grainau (758 m n.p.m.) przez Höllental (Piekielna Dolina): deniwelacja wynosi aż 2204 m, wejście zajmuje 8–10 godzin, szlak prowadzi do schroniska Höllentalangerhütte (1387 m n.p.m.) i do końca doliny Höllental, gdzie czeka nas wspinaczka po pierwszej via ferracie na pionowej ścianie, następnie podejście na morenę i około godzinny odcinek piargiem, a później lodowcem Höllentalferner (2250 m n.p.m.) do kolejnej via ferraty na 400-metrowej ścianie, którą wspinamy się na szczyt;
- z górnej stacji kolei na Alpspitze przez szczyt Alpspitze: jest to tzw. graniówka, czyli przejście Jubiläumsgrat (Grań Jubileuszowa). Cała trasa zajmuje 12-15 godzin wspinaczki po słabo ubezpieczonym terenie o trudnościach do III według UIAA, na grani istnieje możliwość awaryjnego noclegu w bezobsługowym schronie Höllentalgrat-Hütte.

## Historia
Pierwsza wzmianka o Zugspitze pojawia się w 1590 roku w opisie granicy pomiędzy hrabstwem Werdenfels a Austrią. Nazwa ta była jednak tak nieznana, iż nawet 200 lat później, w wydanym w 1796 roku „Wycieczkowym Atlasie Bawarii”, żadna wzmianka o Zugspitze się nie pojawia. Dla ówcześnie żyjących miejscowych hodowców rogacizny czy handlarzy drewnem, wysoki masyw Zugspitze nie odgrywał żadnej ekonomicznej ani turystycznej roli.
W XIX wieku zainteresowanie masywem zaczęło wzrastać. 7 sierpnia 1807 roku ruszyła z Partenkirchen pierwsza udokumentowana ekspedycja w kierunku szczytu. W skład ekipy wchodzili: François Gabriel Graf von Bray, Prezes Ratyzbońskiego Towarzystwa Botanicznego, botanik Kaspar Graf von Sternberg, profesor Charles François Duval, generał Reinhard Friedrich Freiherr von Werneck i dwunastu pomocników, w tym tragarze i przewodnicy. Celem ekspedycji było ustalanie biegu i zmian temperatury górskiej rzeki Partnach aż do jej źródeł na zachodnim końcu Doliny Rein oraz opis flory regionu. Pomimo że członkowie ekspedycji działali w odległości około 4 km od szczytu, w sprawozdaniu Grafa Braysa nie ma o nim żadnej wzmianki.

### Pierwsze udokumentowane zdobycie
Pierwsze udokumentowane zdobycie szczytu miało miejsce 27 sierpnia 1820 r. w ramach działalności Biura Topograficznego Króla Bawarii. Dokonali tego podporucznik Josef Naus wraz ze służącym, niejakim Maierem, prowadzeni przez przewodnika górskiego Johanna Georga Tauschla.
7 stycznia 1882 r. Ferdinand Kilger, Heinrich Zametzer, Josef Zametzer, Heinrich Schwaiger oraz Alois Zott przeprowadzili pierwsze zimowe wejście na szczyt.

### Wysokościowa Stacja Meteorologiczna
Jesienią 1898 radca Adolf Wenz przedstawił projekt obserwatorium meteorologicznego na Zugspitze. Pomysł ten był efektem wcześniejszych rozmów Centrali Meteorologicznej z Monachium oraz Niemieckiego i Austriackiego Towarzystwa Alpejskiego. Budowa rozpoczęła się w 1899 roku. 19 lipca 1900 roku zwierzchnictwo nad obserwatorium przejął rząd królewski. Josef Enzensperger, meteorolog, alpinista, a w późniejszym czasie badacz Antarktyki, jako pierwszy objął w 1900 stanowisko obserwatora w nowej stacji.
Od tamtego czasu, z krótką przerwą po wojnie w 1945, w stacji nieprzerwanie dokonuje się pomiarów pogody. Dziś zwierzchnictwo nad stacją przejęła Niemiecka Służba Meteorologiczna. Niedaleko działa również austriacka automatyczna stacja pogodowa.

## Dokładna wysokość
Dość długo wysokość Zugspitze szacowano na 2960 do 2970 metrów. Najnowsze pomiary Bawarskiego Krajowego Urzędu Pomiarowego wskazują na dokładną wartość 2962,06 m. Z tego powodu jedna z kawiarni na Zugspitze nazwana została „2962”. Na najwyższym wierzchołku znajduje się około 4-metrowej wysokości pozłacany krzyż.

## Galeria

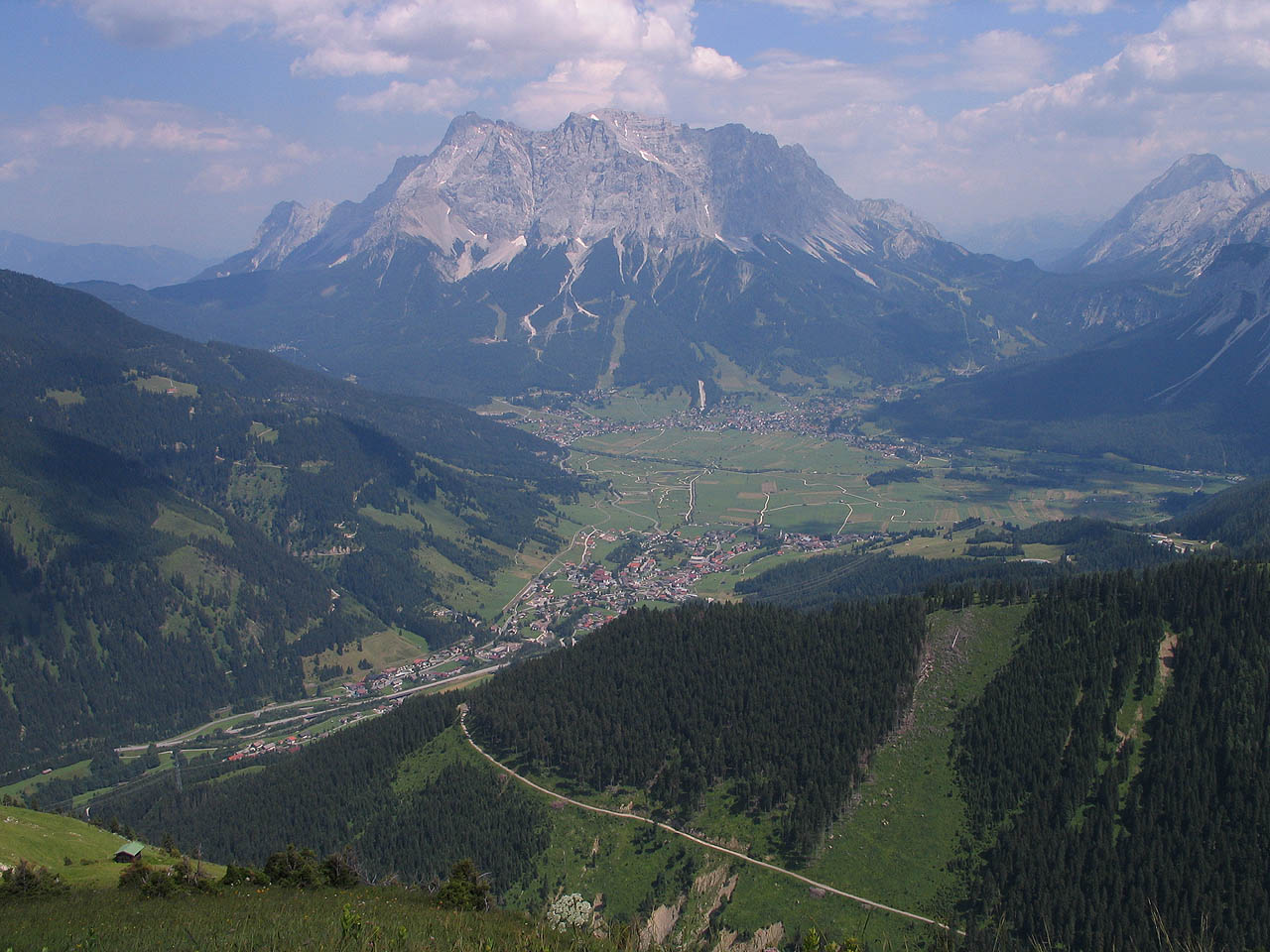
Zugspitze widziane z Ehrwaldu
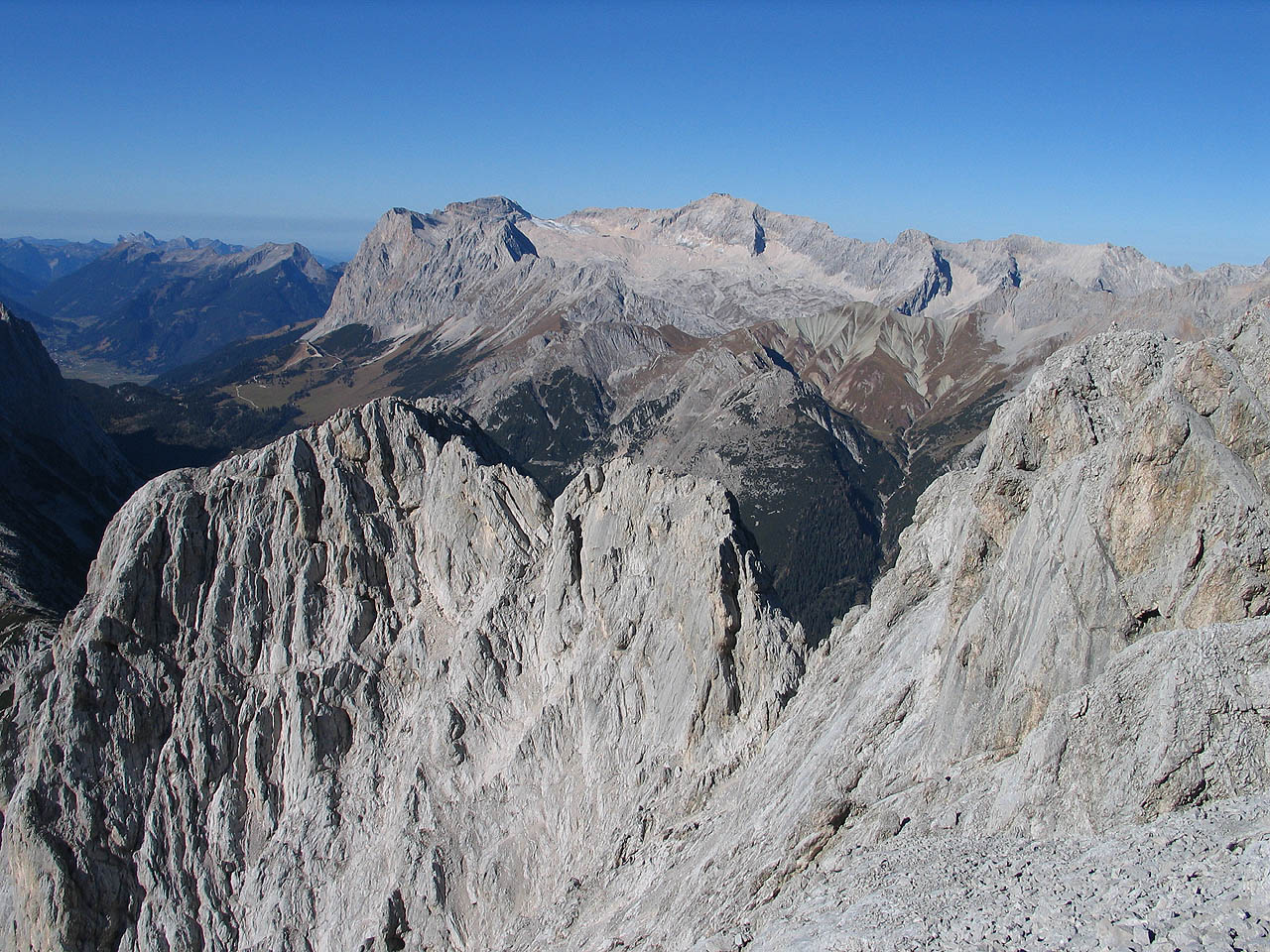
Zugspitzplatt i Zugspitze widzane z Hohen Munde
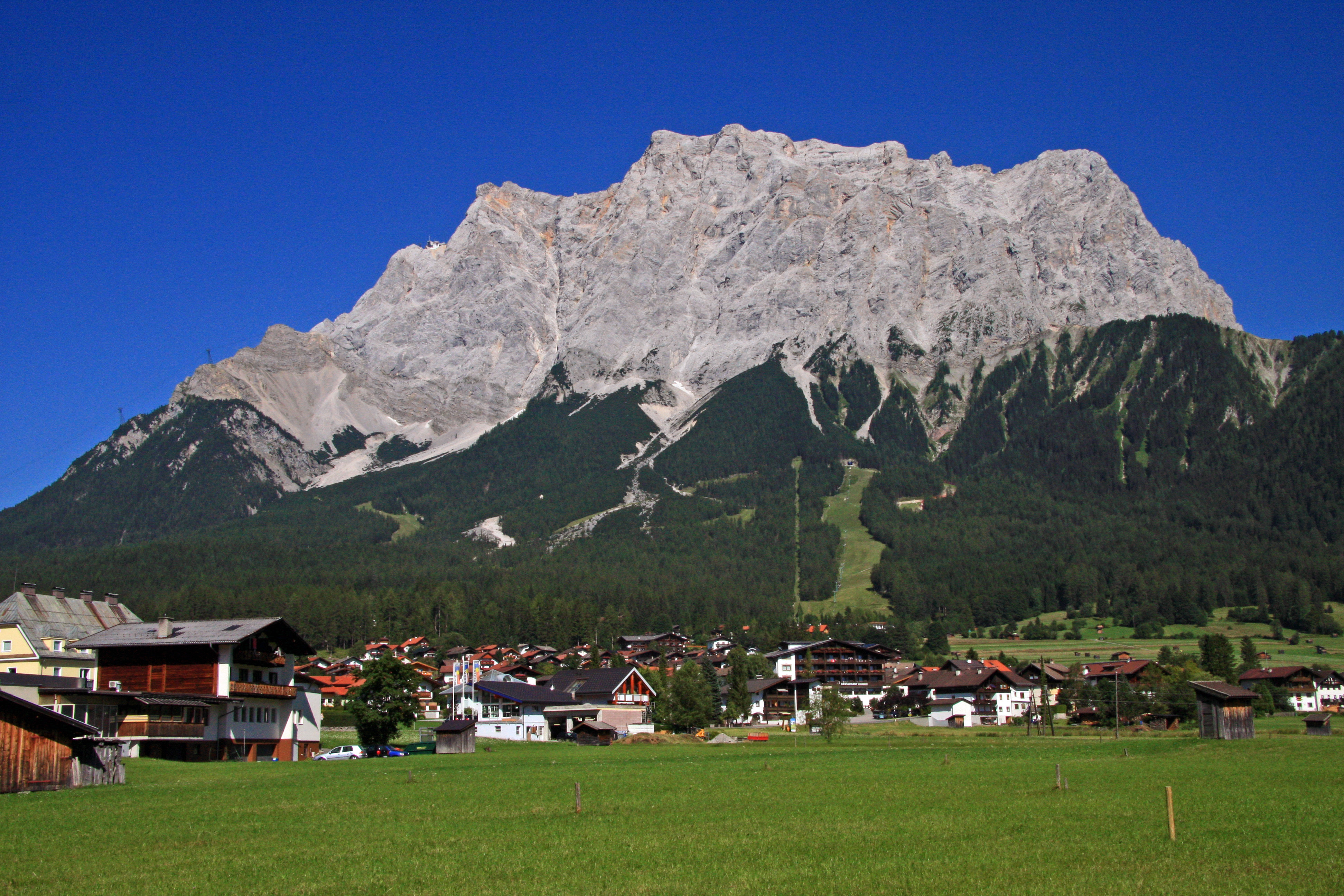
Zugspitze widziane z Ehrwaldu
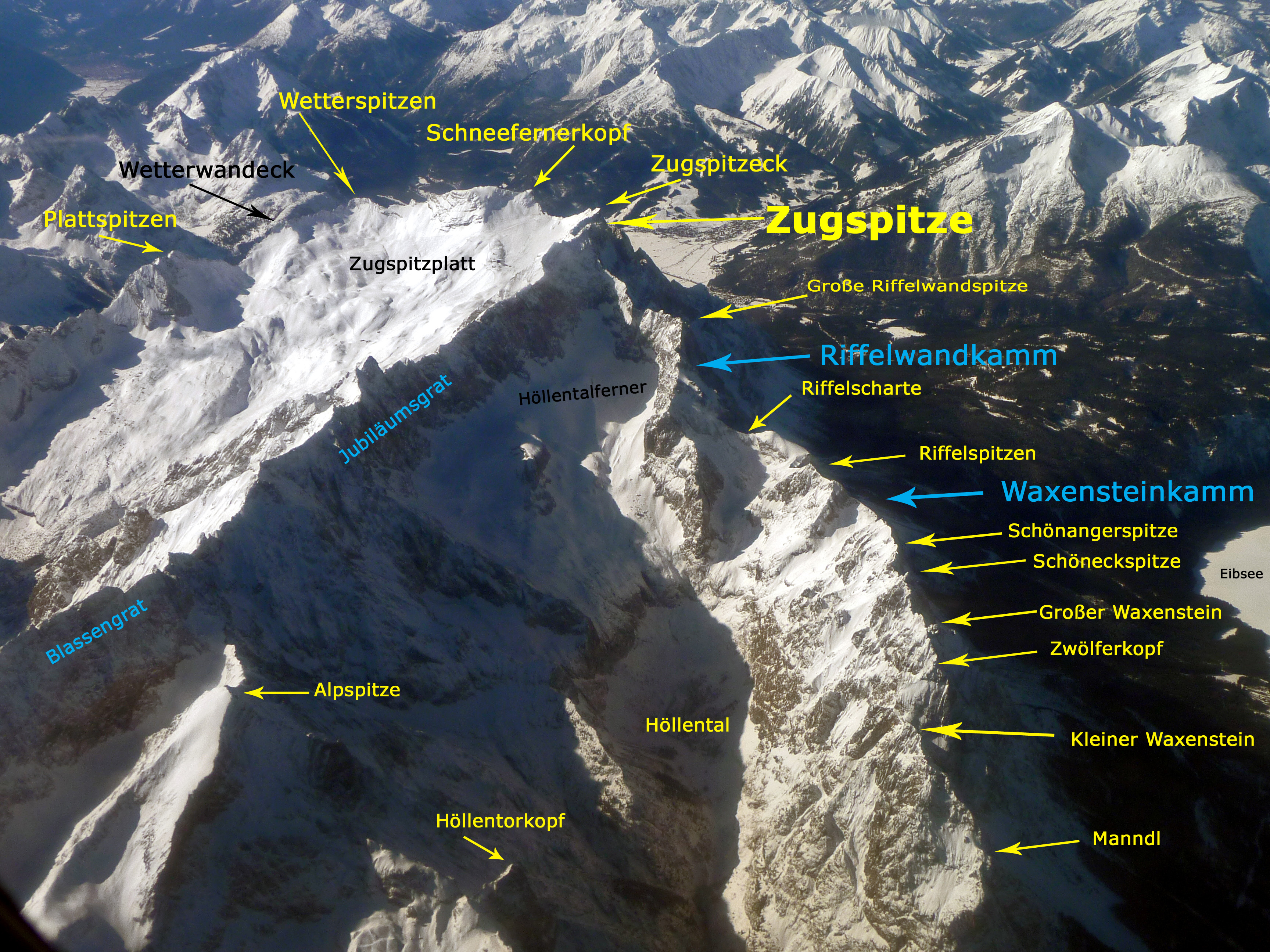
Opis masywu Zugspitze
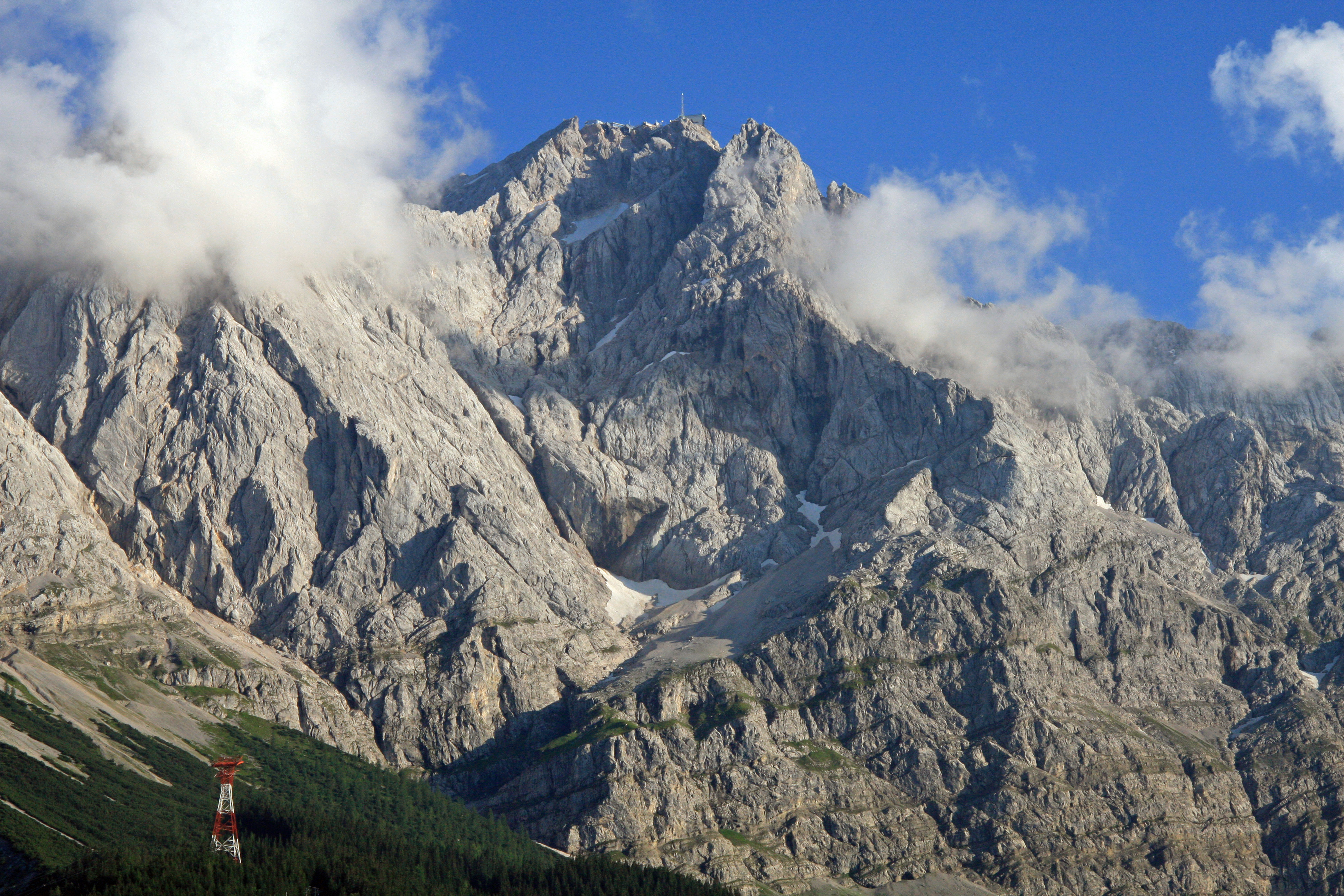
Północne ściany Zugspitze
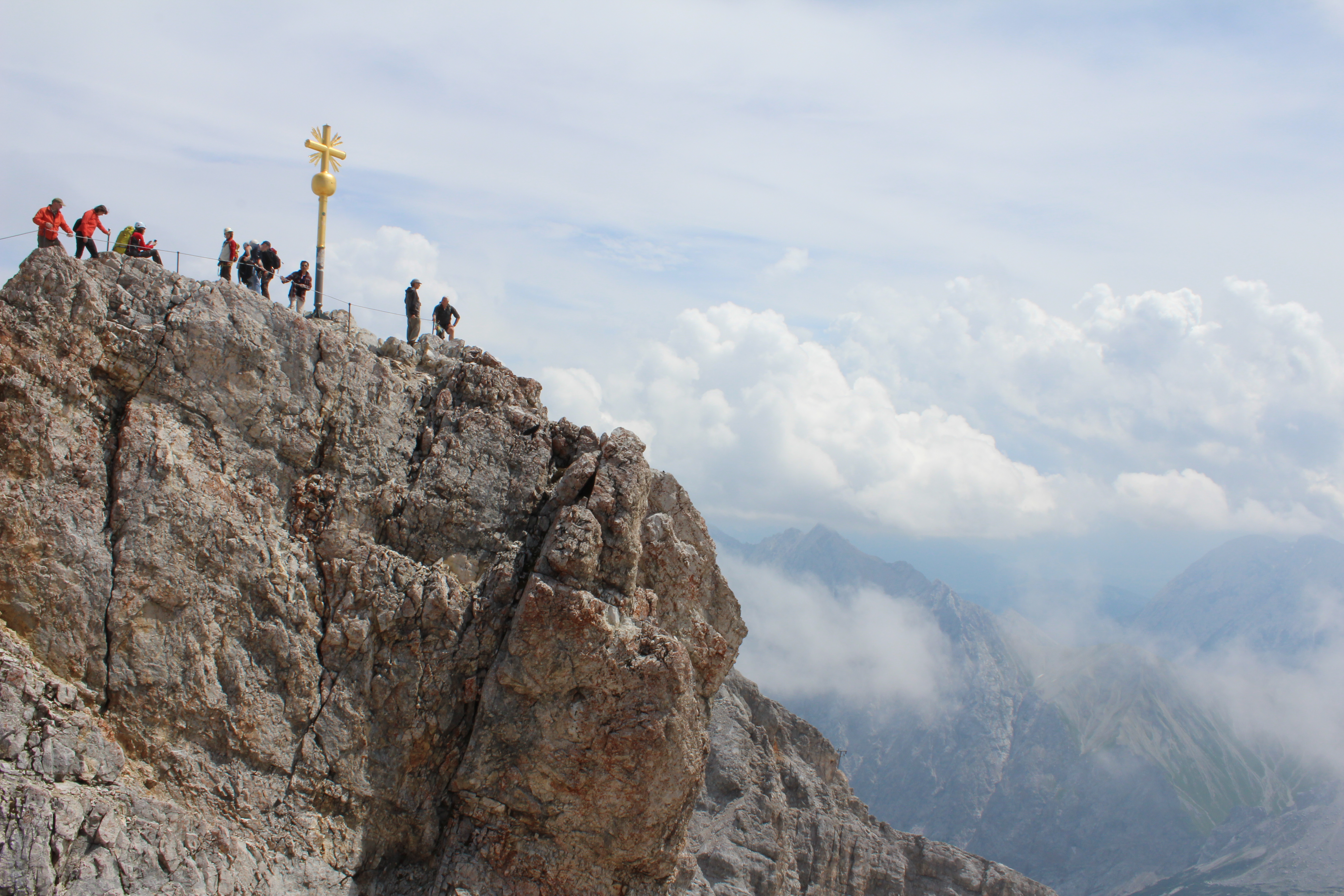
Główny wierzchołek
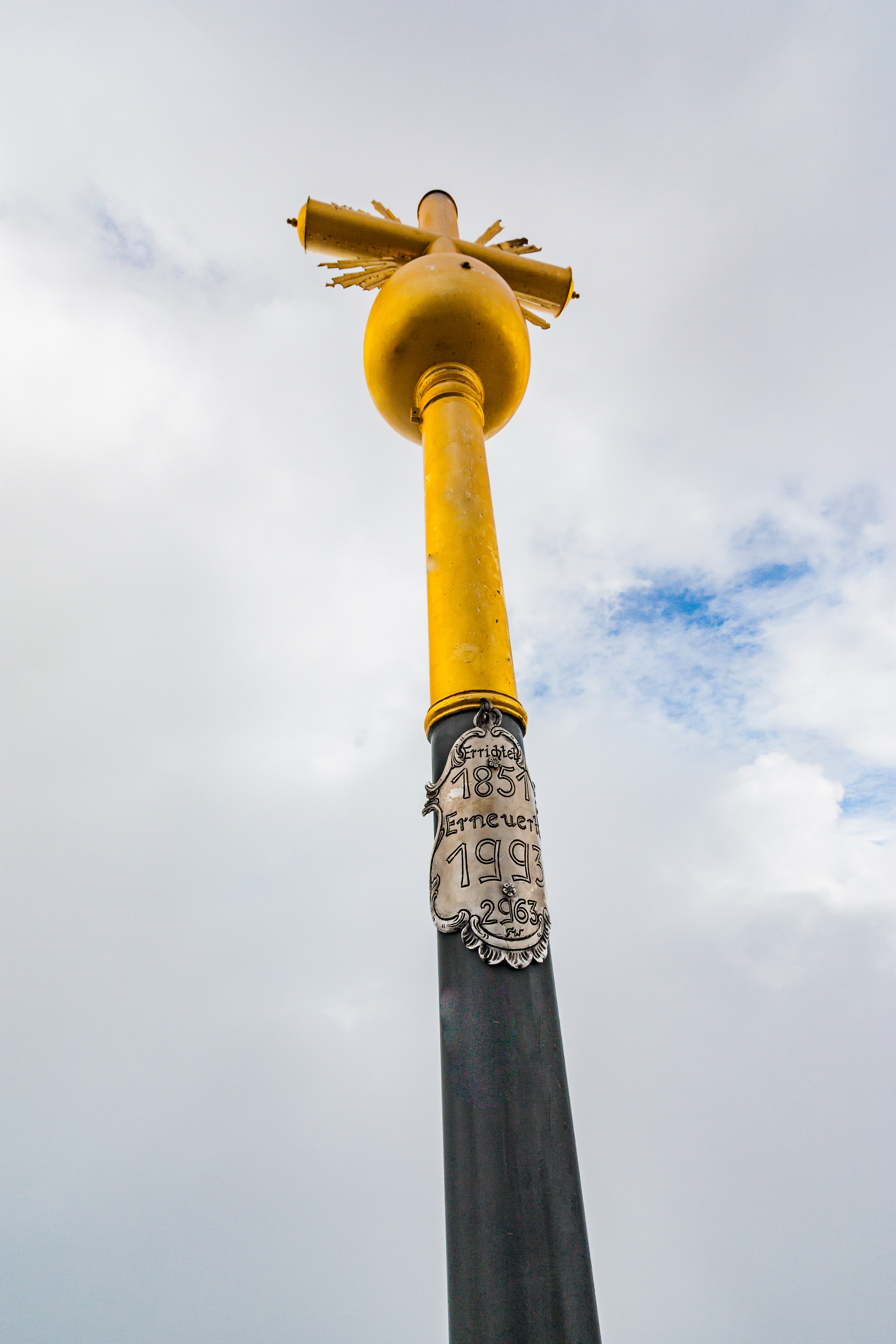
Krzyż na głównym wierzchołku

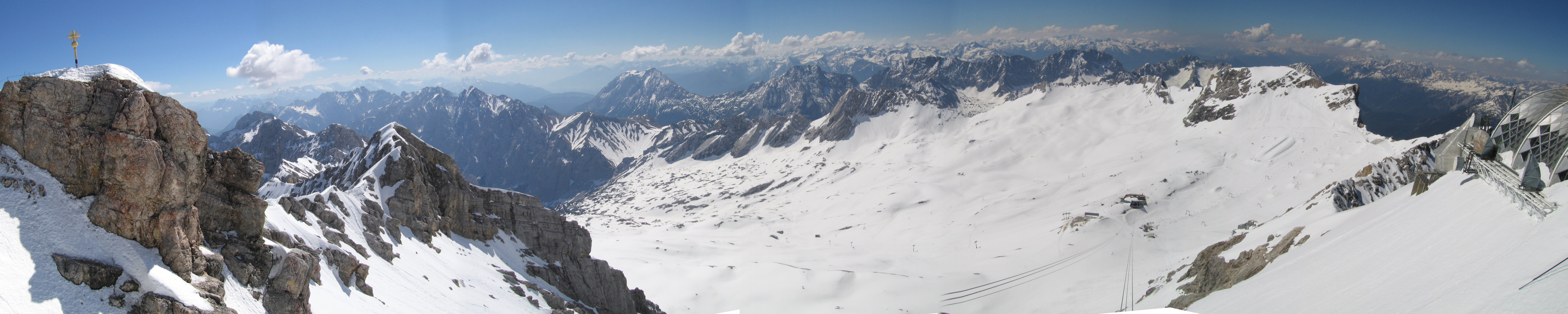
Panorama z Zugspitze w kierunku południowym, po lewej złoty krzyż oznaczający najwyższy punkt w Niemczech

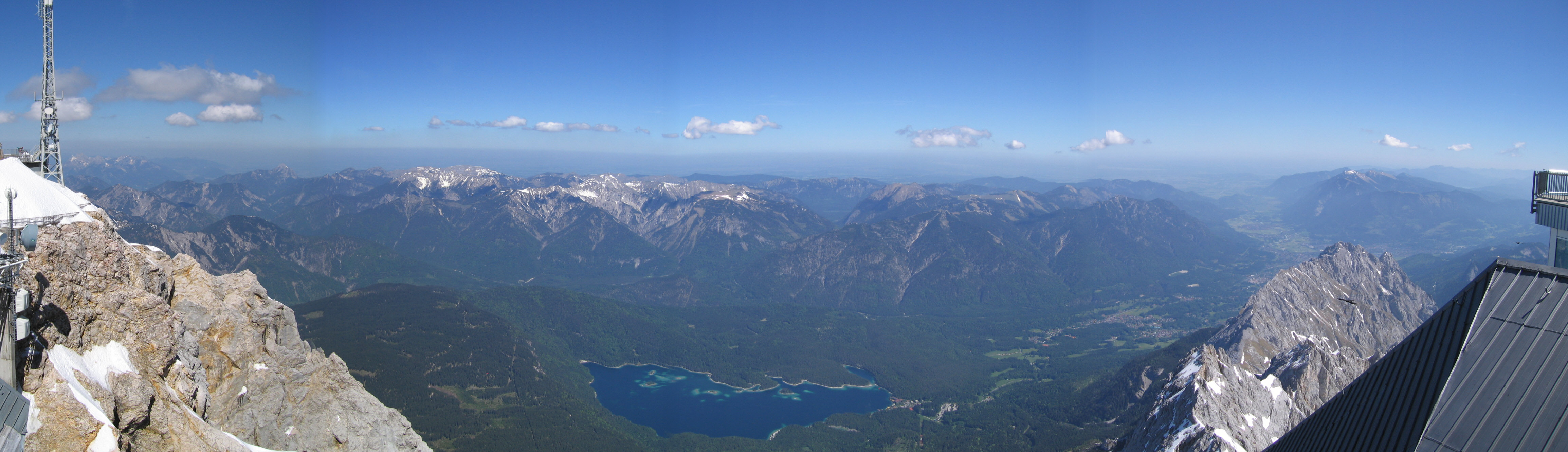
Panorama z Zugspitze w kierunku północno-zachodnim, w dole jezioro Eibsee

### Panoramy z Zugspitze
- Panorama z Zugspitze w kierunku północnym
- Panorama z Zugspitze w kierunku południowym